# Karlmann (Sohn Karls des Kahlen)
Karlmann (französisch Carloman; † 876 in Echternach) war ein Angehöriger des fränkischen Herrschergeschlechts der Karolinger. Er war ein jüngerer Sohn des westfränkischen Königs und römischen Kaisers Karl des Kahlen aus dessen erster Ehe mit Irmentrud.
Um die bei den Franken traditionelle Herrschaftsteilung unter allen Herrschersöhnen zu vermeiden, beabsichtigte Karl der Kahle zugunsten seines ältesten Sohnes, Ludwig dem Stammler, seine jüngeren Söhne in den geistlichen Stand zu versetzen, um ihnen somit die Fähigkeit zur Erbfolge im Königtum zu entziehen. Karlmann erhielt deshalb 854 als erster Karolinger überhaupt die Tonsur und wurde wenig später zum Abt von Saint-Médard in Soissons ernannt. Nach dem Tod seines Bruders Lothar 865 erhielt er auch die Abtei Saint-Germain in Auxerre.
Trotz seines geistlichen Standes war Karlmann in der weltlichen Politik aktiv und unternahm mit einigen Getreuen 870 eine Revolte gegen seinen Vater. Der Aufstand scheiterte, Karlmann wurde in Senlis durch einen Richterspruch seines Vaters seiner Abteien enthoben und in das Castrum von Senlis gesperrt. Bald wieder freigelassen, floh er nach Flandern, von wo aus er die Revolte weiterführte. Einen Vermittlungsversuch seines Schwagers, Graf Balduin Eisenarm, wies er zurück. Im Jahr 873 wurde Karlmann erneut gefangen genommen und in Senlis eingekerkert. Eine Versammlung der westfränkischen Bischöfe sprach ihm nun auch seine geistlichen Würden ab und gestand ihm einzig die Laienkommunion zu. Dadurch wieder in den Laienstand versetzt, erhielt Karlmann wieder alle Rechte eines Thronerben und wurde damit zu einem wichtigen politischen Faktor. Schnell bildete sich eine neue Opposition führender Großer gegen Karl den Kahlen, die eine Befreiung Karlmanns und vermutlich dessen Inthronisierung zum Ziel hatte. Nachdem der Herrscher diesen neuerlichen Aufstand schnell niedergeschlagen hatte, verfuhr er mit den eigentlichen Verschwörern milde. Seinen Sohn aber, der dieses Mal persönlich nicht an dem Aufstand beteiligt gewesen war, ließ er blenden, um ihm somit erneut und nun endgültig die Thronfolge zu verwehren.
Nach diesem Strafgericht wurde Karlmann in die Abtei Corbie gebracht, wo er als Mönch leben sollte. Von dort gelang ihm aber die Flucht in das ostfränkische Reich seines Onkels Ludwig dem Deutschen. Dieser ernannte ihn zum Abt des Klosters Echternach, wo er wenig später starb.

## Weblink
- Karlmann bei genealogie-mittelalter.de

| Personendaten    | Personendaten                                                             |
| ---------------- | ------------------------------------------------------------------------- |
| NAME             | Karlmann                                                                  |
| ALTERNATIVNAMEN  | Carloman                                                                  |
| KURZBESCHREIBUNG | Abt von Saint-Médard in Soissons, Saint-Germain in Auxerre und Echternach |
| GEBURTSDATUM     | 9. Jahrhundert                                                            |
| STERBEDATUM      | 876                                                                       |
| STERBEORT        | Echternach                                                                |